# Dorfkirche Wallbach

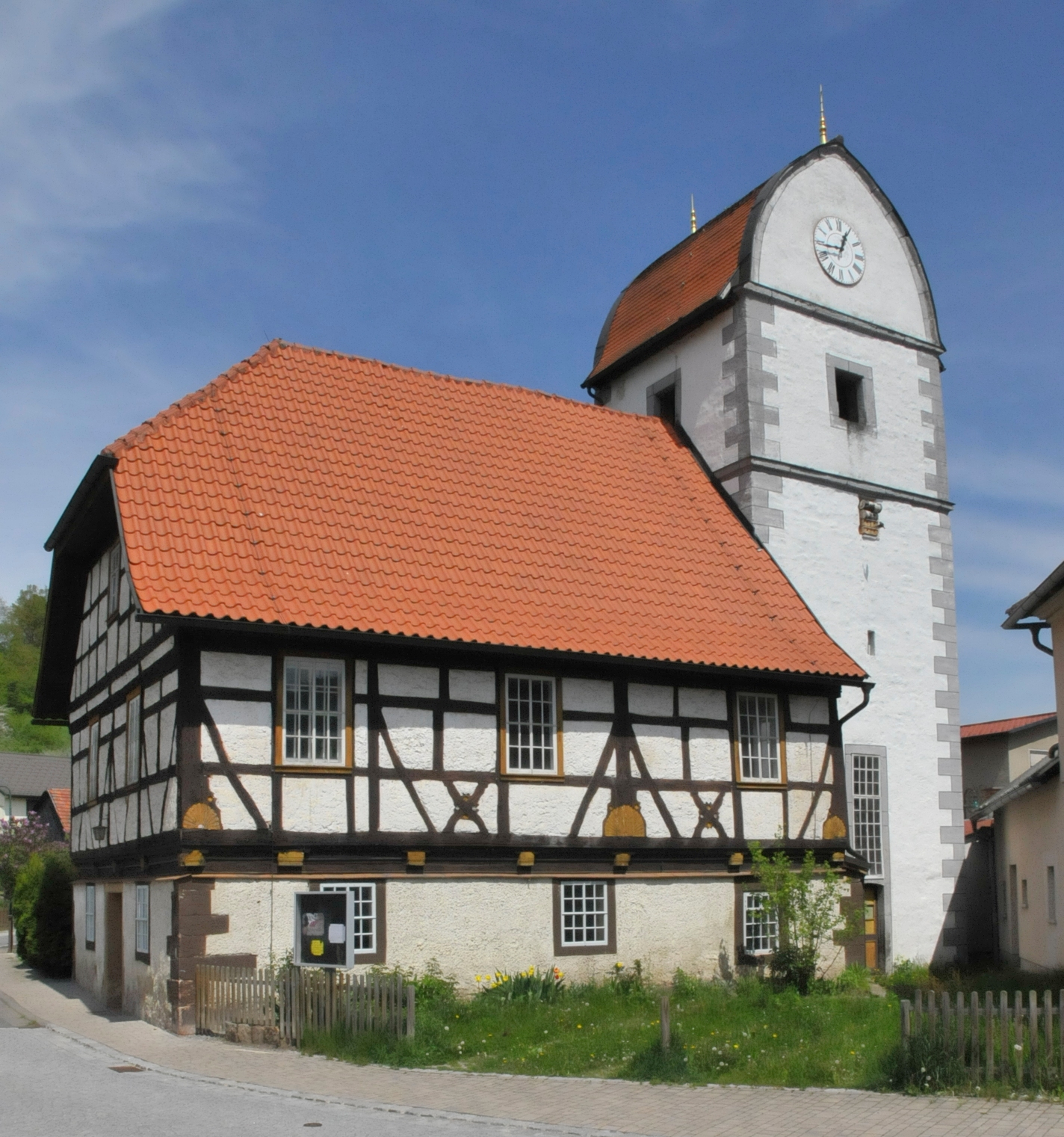
Dorfkirche Wallbach

Die Dorfkirche Wallbach ist eine evangelisch-lutherische Kirche in Wallbach, einem Ortsteil der Kreisstadt Meiningen in Südthüringen. Die Kirche gehört zum Pfarrbereich Walldorf-Metzels im Kirchenkreis Meiningen der Evangelischen Kirche in Mitteldeutschland (EKM).

## Geschichte
Die Kirche in Wallbach wurde in der ersten Hälfte des 16. Jahrhunderts erbaut. Den Kirchturm errichtete man im Stil der Renaissance. Er glich anfangs einem Wehrturm. Das Kirchenschiff besteht aus einem mit Sandsteinen erbauten Sockelgeschoss, einem Obergeschoss mit hennebergisch-fränkischem Fachwerk und einem Krüppelwalmdach, wodurch es sehr einem Bauernhaus ähnelt. 1644 im Dreißigjährigen Krieg wurde die Kirche durch Brandschatzung zum Teil zerstört. Beim Wiederaufbau bis 1680 erhielt der Kirchturm neue Fensterformen und das Kirchenschiff einen neuen Fachwerkaufbau und im Innern Emporen. Der Kirchenraum enthält barocke Stilelemente. 1748 wurde eine Orgel mit barocken Schnitzereien eingebaut.
In den 1950er Jahren erhielt die Kirche im Innern eine neue Ausmalung, die biblische Tafelbilder aus der Entstehungszeit verdeckten. Die Orgelempore wurde in den Altarraum eingebaut und der Altar versetzt. 2001 bekam die Dorfkirche Wallbach ein magnetisch betriebenes Geläut mit drei Glocken. Die erhaltene mechanische Orgel stellt heute eine Sehenswürdigkeit dar.